# 山本笃
山本笃（日语：／ Yamamoto Atsushi，1982年4月19日—），日本男子单板滑雪、田径运动员。他曾代表日本参加2008年、2012年、2016年和2020年夏季残疾人奥林匹克运动会田径比赛、2018年冬季残疾人奥林匹克运动会单板滑雪比赛，获得二枚银牌和一枚铜牌。